# Albert Streit

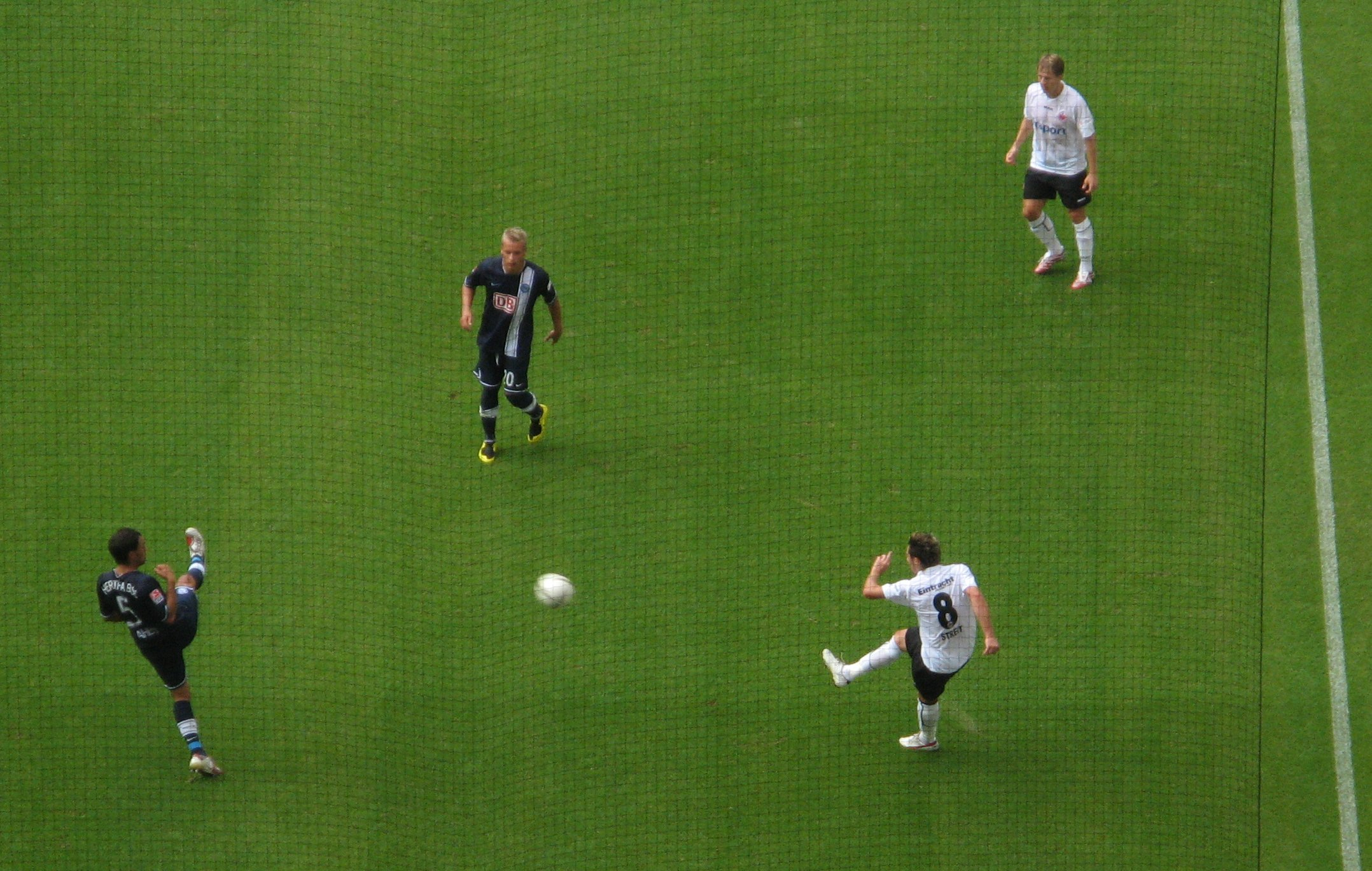
Albert Streit (Frankfurt) geeft een pass en Sofian Chahed (Hertha) probeert deze te stoppen.

Albert Streit (Boekarest, 28 maart 1980) is een Duits-Roemeens voormalig voetballer die doorgaans speelde als middenvelder. Onder leiding van de Nederlandse trainer-coach Huub Stevens won hij in het seizoen 2004-2005 de titel in de 2. Bundesliga met 1. FC Köln, waardoor de club terugkeerde in de hoogste afdeling van het Duitse voetbal, de Bundesliga.

## Carrière
- 1986-1989: FC Zuffenhausen (jeugd)
- 1989-1997: VfB Stuttgart (jeugd)
- 1997-2001: Eintracht Frankfurt (jeugd)
- 2001-2003: Eintracht Frankfurt
- 2003: VfL Wolfsburg
- 2004-2006: 1. FC Köln
- 2006-2007: Eintracht Frankfurt
- 2008-2009: FC Schalke 04 na één seizoen uit het eerste team gezet in verband met ongeregeldheden met de technische staf.
  - 2009-2010: → Hamburger SV
- 2010-2011: Schalke 04 II
- 2012-2013: Alemannia Aachen
- 2013-2014: FC Viktoria Köln 1904
- 2014: SC Fortuna Köln